# Selandià
| Període                                       | Època    | Estatge      | Edat (Ma)    | Edat (Ma)    |
| --------------------------------------------- | -------- | ------------ | ------------ | ------------ |
| Neogen                                        | Miocè    | Aquitanià    | (més recent) | (més recent) |
| Paleogen                                      | Oligocè  | Catià        | 27,82        | 27,82        |
| Paleogen                                      | Oligocè  | Rupelià      | 33,9         | 33,9         |
| Paleogen                                      | Eocè     | Priabonià    | 37,2         | 37,2         |
| Paleogen                                      | Eocè     | Bartonià     | 40,4         | 40,4         |
| Paleogen                                      | Eocè     | Lutecià      | 48,6         | 48,6         |
| Paleogen                                      | Eocè     | Ipresià      | 55,8         | 55,8         |
| Paleogen                                      | Paleocè  | Thanetià     | 58,7         | 58,7         |
| Paleogen                                      | Paleocè  | Selandià     | 61,6         | 61,6         |
| Paleogen                                      | Paleocè  | Danià        | 66,0         | 66,0         |
| Cretaci                                       | Superior | Maastrichtià | (més antic)  | (més antic)  |
| Comissió Internacional d'Estratigrafia (2023) |          |              |              |              |

El Selandià és un estatge faunístic del Paleocè. Començà fa 61,7 ± 0,2 milions d'anys. És en aquest període que apareixen els plesiadapiformes, un ordre d'euarcontoglirs molt propers als primats i que, segons alguns, podrien ser-ne els avantpassats. També fou en aquest estatge que aparegueren els primers primats autèntics, com ara els del gènere Teilhardina. Estratigràficament, el seu final queda marcat per una cronozona de polaritat magnètica. S'acabà fa 58,7 ± 0,2 milions d'anys i deu el seu nom a l'illa principal de Dinamarca, Sjælland.